# Клинтонвил (Пенсилванија)
Клинтонвил (енгл. Clintonville) град је у америчкој савезној држави Пенсилванија.

## Демографија
По попису из 2010. године број становника је 508, што је 20 (-3,8%) становника мање него 2000. године.
| Група             | 2000.       | 2010.       |
| Белци             | 512 (97,0%) | 492 (96,9%) |
| Афроамериканци    | 8 (1,5%)    | 0 (0,0%)    |
| Азијати           | 0 (0,0%)    | 6 (1,2%)    |
| Хиспаноамериканци | 1 (0,2%)    | 5 (1,0%)    |
| Укупно            | 528         | 508         |